# Show TV
Show TV è un canale televisivo a livello nazionale nel Turchia di proprietà di Çukurova Holding. Il canale è stato istituito con gli imprenditori turchi Erol Aksoy e Haldun Simavi il 1º marzo 1991. Durante gli ultimi anni, Show TV esteso la sua gamma di telespettatori con l'aggiunta di altri canali come Show Plus, Show Max e Show Turk per il suo gruppo. 

## Serie televisive turche
- Suskunlar (2012)
- Ustura Kemal (2012)
- Pis Yedili (2011-presente)
- Adını Feriha Koydum (2011-2012)
- Muhteşem Yüzyıl (2011)
- Karadağlar (2010–2011)
- Ezel (2009)
- Kurtlar Vadisi Pusu (2007–2009)
- Acı Hayat (2005–2007)
- Cennet Mahallesi (2004–2007)
- Kurtlar Vadisi (2003–2005)
- Tatlı Hayat (2001–2003)
- Deli Yürek (1999–2001)
- Doktorlar (2006-2011)
- Turk mali

## Spettacolo Spettacoli
- Var mısın? Yok musun? (la versione turca di Deal or No Deal)
- Pazar Sürprizi
- Şahane Show
- Yemekteyiz (la versione turca di Come Dine With Me)
- Wipe Out (Based On US game show Wipeout)
- Canlı Para (la versione turca di The Million Pound Drop Live)
- MasterChef
- Survivor Turkey
- Huysuz'la Dans Eder misin? (la versione turca di So You Think You Can Dance)
- Yetenek siz siniz
- O ses Turkiye
- Bugun ne giysem